# فرودگاه بین‌المللی کویته
 فرودگاه بین‌المللی کویته (به انگلیسی: Quetta International Airport) یک فرودگاه همگانی با کد یاتا UET است که یک باند فرود آسفالت دارد و طول باند آن ۳۶۵۸ متر است. این فرودگاه در شهر کویته کشور پاکستان قرار دارد و در ارتفاع ۱۶۰۵ متری از سطح دریا واقع شده است.